# Karner (Hartberg)

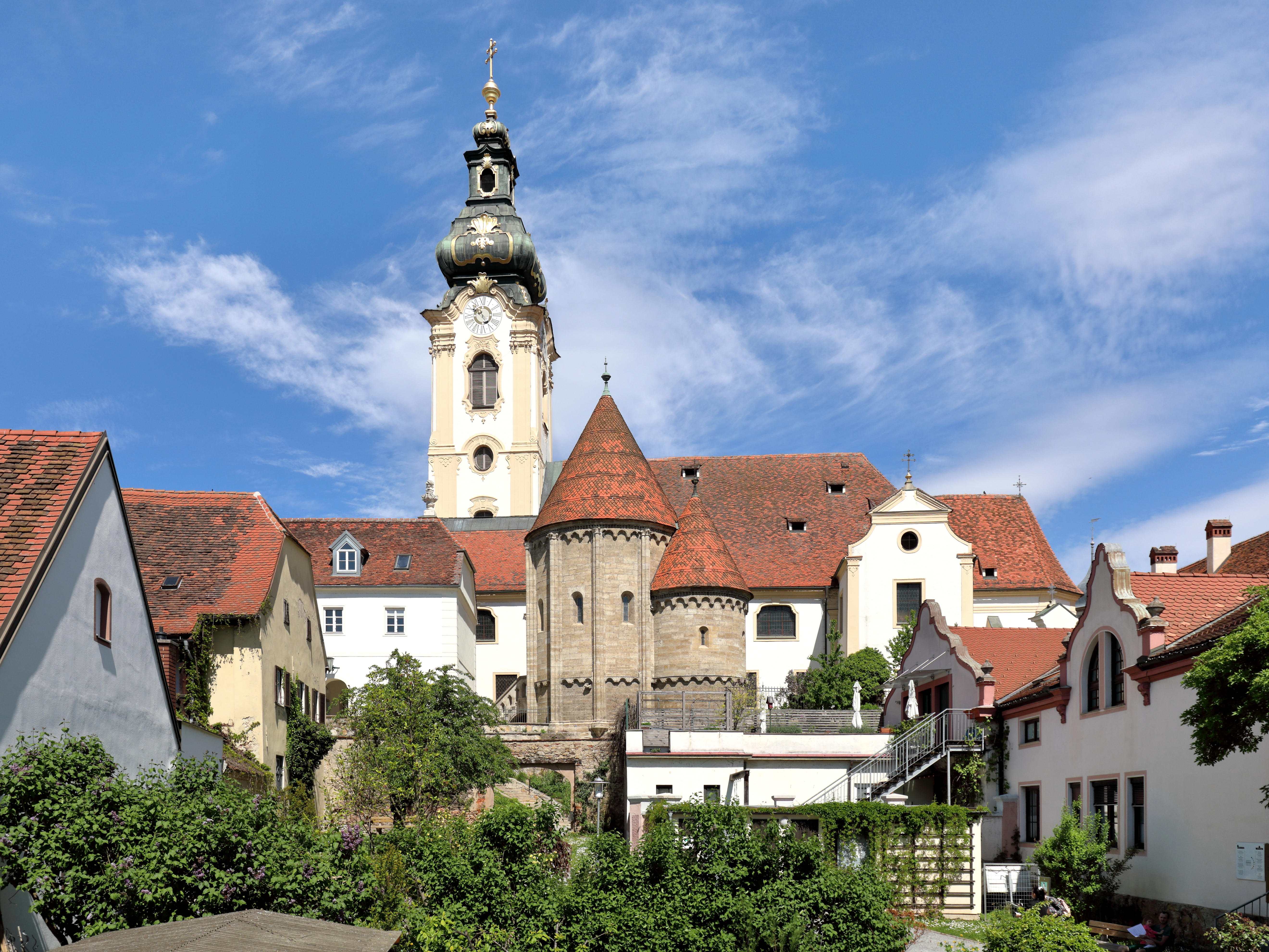
Der Karner im Süden der Stadtpfarrkirche von Hartberg

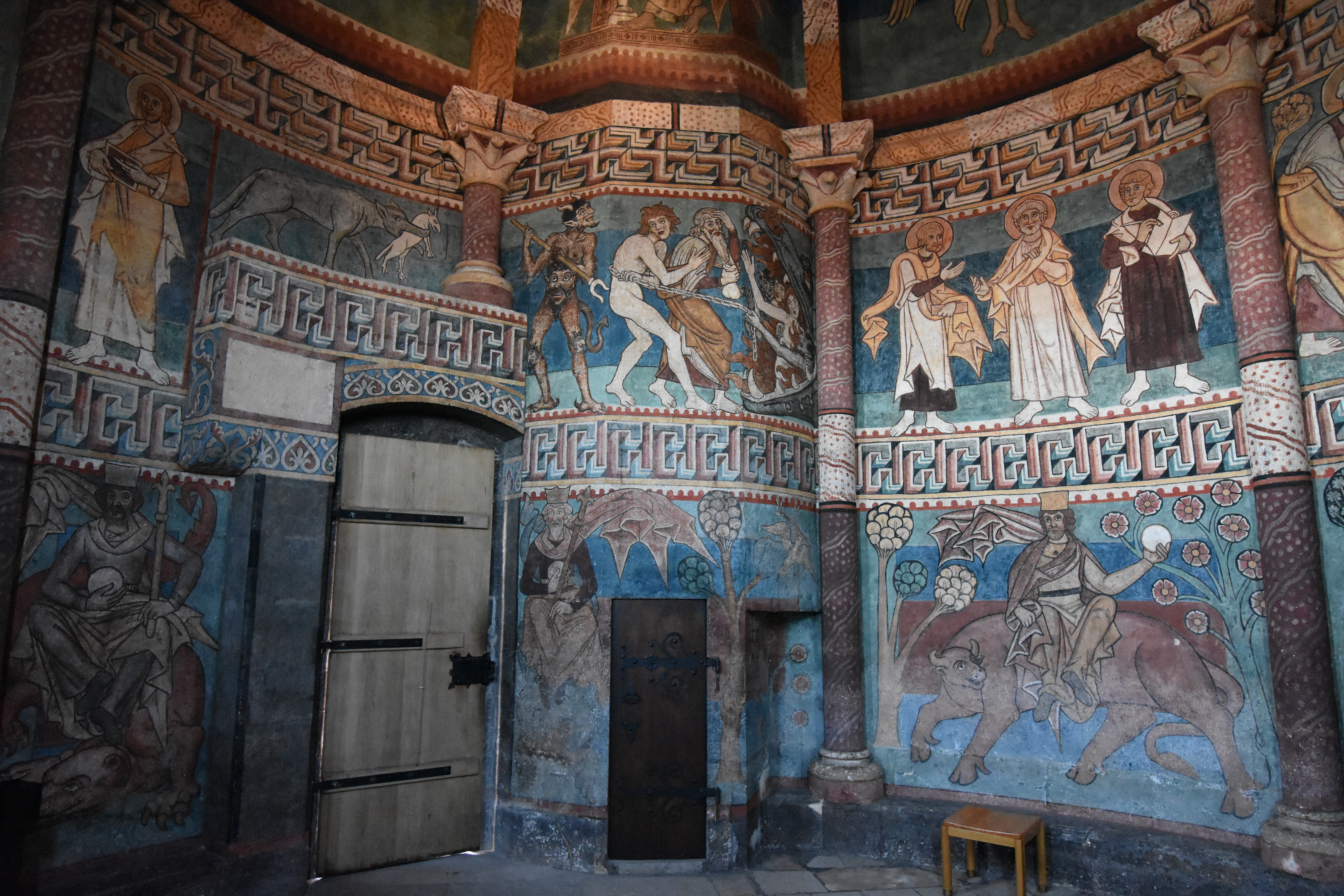
Teilansicht

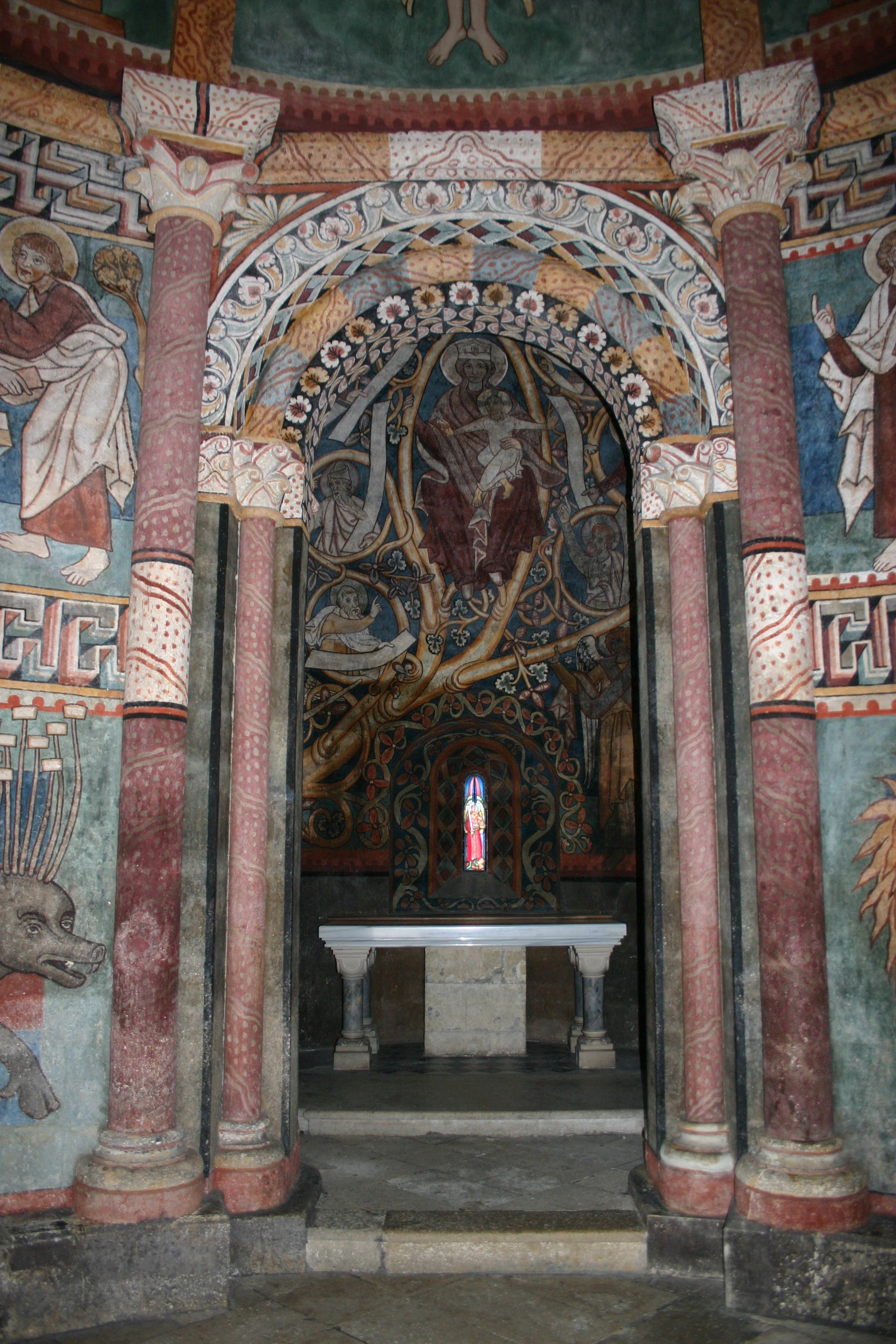
Innenansicht

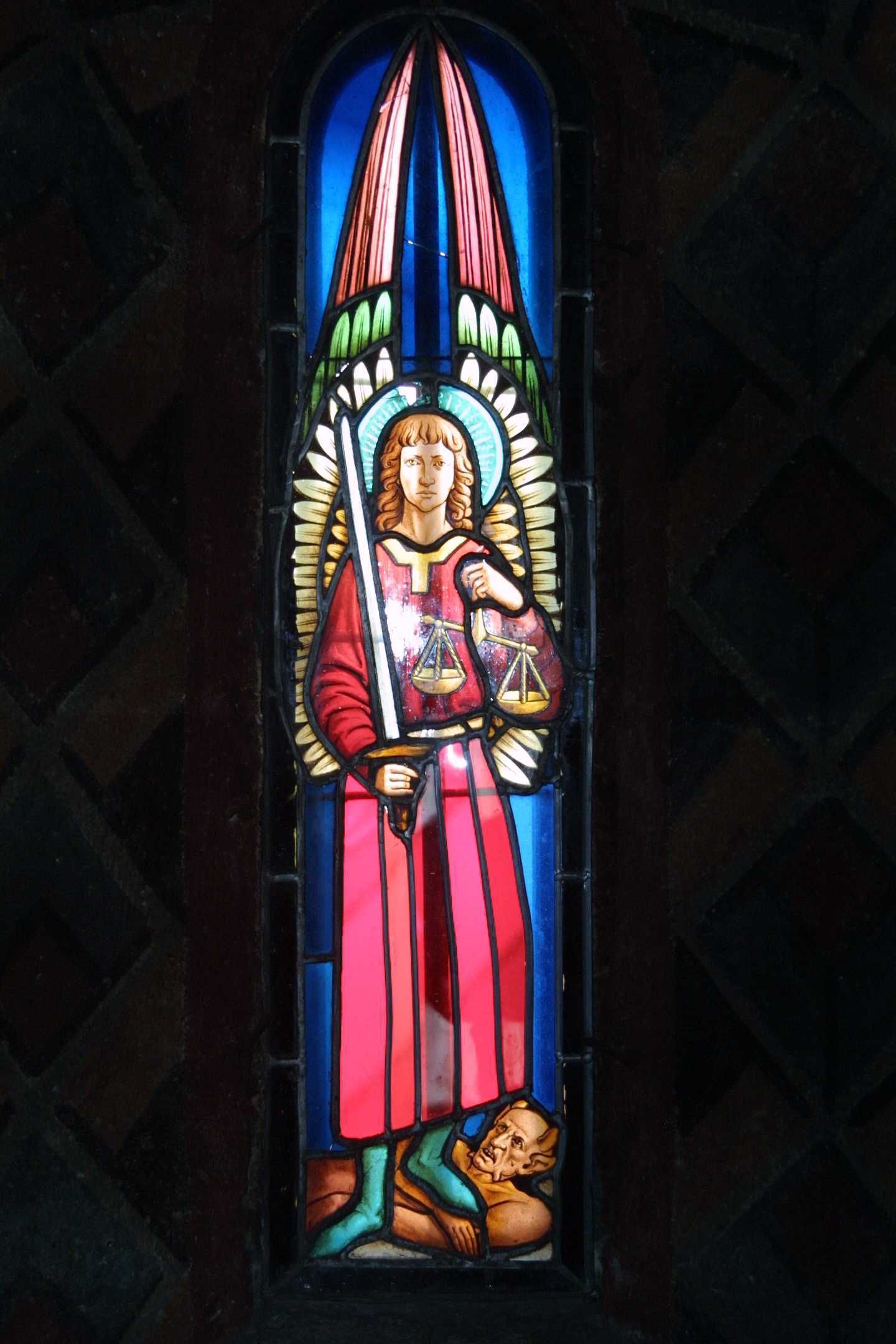
Glasfenster Hl. Michael

Der spätromanische Karner steht im Süden der Stadtpfarrkirche in der Stadtgemeinde Hartberg im Bezirk Hartberg-Fürstenfeld der Steiermark. Der Karner steht unter Denkmalschutz (Listeneintrag).

## Geschichte
Der Karner hat seine Gründung mit der Orientierung zum Sonnenaufgang am Ostersonntag 1167. Die Bauarbeiten am Unterbau bis zur Geländehöhe wurde wahrscheinlich bereits 1168 mit einer teilweisen Fertigstellung des Ossariums beendet. Nach längerer Bauunterbrechung wurden der Weiterbau des Karners mit Kapelle und Apsis spätestens am Ostersonntag 1215 neu orientiert. Dabei wurde auf eine neue Maßeinheit gewechselt, was zwei Bauphasen zeigt und auf zwei unterschiedliche Bauhütten hinweist.

## Architektur
Der Karner ist ein zweigeschoßiger Doppelrundbau mit Kegeldächern und Ziegeldeckung. Das Quadermauerwerk besteht aus heimischem Muschelkalk. Im Obergeschoß befindet sich der Kapellenraum mit einer 3/4-Apsis mit Fresken. Der Durchmesser des Hauptraumes beträgt 6,6 Meter, der der Apsis 4 Meter. Der Hauptraum, eine Michaelskapelle, hat eine Höhe von 7 m, das Kegeldach eine Höhe von 8 m. Im Untergeschoß befindet sich das Beinhaus. Laut einer Inschrift über dem Portal wurde der Karner im Jahr 1167 erbaut.
In den Jahren 1889 bis 1894 wurde der Karner tiefgreifend renoviert; dabei wurde die Freitreppe hinzugefügt und die Fresken im Inneren (aus der Zeit um 1200) freigelegt und ergänzt. Dabei wurde der originale Farbcharakter weitgehend zerstört, auch wurden im Original nicht vorhandene Elemente hinzugefügt (z. B. Höllenschlund). Zu den „Neuschöpfungen“ des Restaurators Theophil Melicher zählen: Das Gewölbe, zum Großteil der König auf dem Pferd, der König auf dem Drachen, der König auf dem Wal, die Taube mit dem Zweig im Schnabel, Christus und der Apostel Johannes, der Teufel, der einen nackten Mann und Judas in den Höllenrachen treibt.
Ob es sich bei den Fresken um eine allegorischen Darstellung der sieben Todsünden oder um eine Vision von den vier Königreichen Daniels handelt, ist ungeklärt.

## Stand der Lehre zum Auslegungsstreit der Fresken
Johannes Simmler zitiert 1914 in seinem umfassenden Werk über die Geschichte des Bezirkes Hartberg folgendes: 

„Im Hinblick auf die großartige Mitwirkung der Malerei im romanischen Kirchenbau ist es mehr als wahrscheinlich, dass sich unter der Kalkschichte Spuren von Wandmalereien vorfinden. An der nördlichen Außenseite sind die Reste eines Freskogemälde bemerkbar, das nach Johann Weigl die Geburt Christi darstellte“

 Dieses Zitat stammt aus dem Jahr 1880 und somit aus einer Zeit, bevor Theophil Melicher mit der Restaurierung der Fresken begann. Der Bereich der Treppe (König mit dem Walfisch, Taube mit Ölzweig, der Teufel mit dem Höllenrachen) stellt eine neue Komposition von Melicher dar, da nach einer Aussage von diesem von „Malereien am Stiegenhause nichts zu sehen war“. Melicher habe sich dazu im Sinne des Textes der Apokalypse des Johannes bewogen gesehen, weil dort von einem Tier mit zehn Hörnern und von sieben Königen die Rede ist. Simmler stellt weiters die Ansicht der Restauratoren dar, die an das 17. Kapitel der Offenbarung des Johannes dachten, wo auf ein Tier mit zehn Hörner und sieben Köpfen verwiesen ist, welche die sieben Hügel der großen Hure Babylon und ihre sieben Könige bedeuten und denen, den zehn Hörnern gleich, zehn Könige folgen werden.
Johann Graus führt zu den Hartberger Fresken aus, dass dem mittelalterlichen Maler nur fünf große (2,35 m breit und 4,5 m hoch) Teilflächen zur Verfügung standen. Eine Teilung der Flächen erfolgte durch ein horizontales Zierband, so dass die Felder in einen oberen und einen unteren Bereich zerfielen. Dies erweckt nach Graus den Anschein, dass der Maler die dadurch entstandenen Teilflächen nutzen wollte, um eine Unterteilung zwischen dem Höheren und dem Niederen, dem Früheren und dem Späteren, dem alten und dem neuen Testament zu treffen. Auch Graus stand in Kontakt mit dem Restaurator Melicher, der ihm mitgeteilt hatte, dass er die Ergänzungen bzw. Neukompositionen im Sinne der Johannes-Offenbarung durchgeführt hatte. Graus lehnt diese Interpretation ab, da sie nicht dem Kontext des Originales des 13. Jahrhunderts entspreche. Das obere Thema des Hauptraumes (oder Rotunde) beinhaltet keine Auslegungsschwierigkeiten. Christus, der auf einem Thron sitzt, umgeben von seinen Aposteln, die Bücher und Rollen in ihren Händen halten, repräsentierend für das neue Testament. Neben Christus ist eher ein Paulus, als der dargestellte Johannes anzunehmen. Schwierigkeiten bereitet die Tatsache, dass keine Schriftstelle der Bibel vollständig passend ist. Eine Deutung wie es die Commission nach der Offenbarung annahm, lehnt Graus ab, da im Mittelalter äußerst selten die Offenbarung des Johannes umgesetzt wurde, vielmehr wurde die Heilsanstalt des Neuen Testamentes in Verbindung mit dem alten Bund gebracht. Daher ist die untere Reihe der Fresken des Karners nur dahin gehend auszulegen, dass diese dem Alten Testament entstammt. Graus findet trotz einzelner Punkte, die nicht passen, dass eine Übereinstimmung mit der Prophetie Daniels vorliegt. Die Beigabe der Könige verstärke den Sinn, drei Tiere entsprechen zur Gänze dem Schrifttext (Pardel, Löwe und das Tier mit den zehn Hörnern). Nach Graus wurde der Bär durch das Pferd ersetzt und diesem noch ein Stier beigestellt. Die Reihenfolge der Reittiere nach Graus ist daher Pferd – Leopard (Pardel) – Löwe – Eber – Stier.
Edgar Marsch untersuchte in seiner Dissertation eingehend die Prophetie der Vision von Daniel in der bildenden Kunst. Nach der Prophetie Daniels symbolisiert der Löwe das babylonische Reich von König Nabuchodonosor, der Pardel (Leopard, in der Darstellung mit einem Kamel vermischt) steht für das griechische Reich, für Alexander den Großen; der Stier steht für Ptolemaios, das ägyptische Reich und letztlich der Eber mit den Hörner für das römische Reich. Nach Marsch steht der Eber mit den zehn Hörnern an letzter Stelle und führt dazu aus, dass sich oberhalb des Ebers der thronende Christus befindet, dadurch werde verdeutlicht, dass nach dem vierten Reich die Herrschaft von Christus übernommen wird. Die Reihenfolge der Weltreiche wird in der Chronik des Paulus Orosius vorgegeben, diese lautet: Babylon – Makedonien – Ägypten – Rom. Die dazugehörigen Herrscher lauten: Ninus (nicht Babuchodonosor) – Alexander, der Große – Ptolemaios (auf einem den Ägyptern heiligen Apisstier) – Kaiser Augustus. Als Beispiel führt Marsch u. a. die Wandmalereien der Unterkirche von Schwarzrheindorf an, die ebenfalls einen Königszyklus beinhalten, allerdings ohne Reittiere.
Elfriede Grabner widmet sich in ihrem 1977 erschienenen Aufsatz der ikonographischen Einordnung und Deutung der Fresken. Sie lehnt eine bisher nur mündlich vorhandene Deutung dieser als Darstellung der sieben Todsünden ab. Zum einen sei es ungewöhnlich, dass die Hauptsünden männlich dargestellt werden, weil die Hauptsünden fast immer weiblich umgesetzt wurden, auch die lateinischen Benennungen seien Feminina, zum anderen sind, wie bereits dargestellt, drei Figuren Zutaten des Malers Melicher und sind somit nicht ursprünglich vorhanden gewesen. Sie vermutet die Schwierigkeit der Deutung zum Zeitpunkt der Restaurierung darin, dass keine Schriftstelle so richtig passt. Da die Offenbarung des Johannes nicht auf den Hartberger Fall anzuwenden schien, wurde bald die Vision von den vier Weltreichen des Buches Daniels VII, 1- 27, herangezogen. Allerdings stimmen die Darstellungen nach Grabner weder mit der Tiersymbolik noch mit der Reihenfolge der Vision von Daniel nach dem Hieronymus-Kommentar überein. Die Deckenmalereien zu Sankt Emmeran in Regensburg aus der ersten Hälfte des 12. Jahrhunderts, die in der Barockzeit übermalt wurden, beinhalteten ebenfalls eine Vision des Daniels. Grabner verweist auch noch auf die Malereien in der Unterkirche zu Schwarzrheindorf, die der zweiten Hälfte des 12. Jahrhunderts entstammen und auch vier Könige wiedergeben, die als vier Weltreiche nach dem Buch Daniels interpretiert werden, wobei die Tierattribute weggelassen wurden. Für die Entstehung der Hartberger Fresken muss nach Grabner eine andere, unbekannt gebliebene Vorlage als das Malerbuch von Athos oder der Hieronymus-Kommentar verwendet worden sein. Sie schließt sich der Ansicht Marsch an, der die „Quelle des Ursprungs“ in der Chronik des Paulus Orosius sieht. Das erste Tier ist somit der Löwe für das babylonische Reich, gefolgt vom Leoparden (Pardel), repräsentierend Alexander, den Großen für die griechisch-makedonische Monarchie, das Pferd muss ausgelassen werden, das dritte Tier ist der Stier, der für die ägyptische Monarchie steht und das vierte Tier ist der Eber, mit den zehn Hörnern. Grabner führt letztlich aus, dass den Hartberger Fresken die Chronik des Paulus Orosius mit der Darlegung der vier Weltreiche zugrunde liege, alle anderen Deutungsversuche, wie jene der Sieben Todsünden, laufen ins Leere.
Sepp Walter, der die Ansicht vertritt, dass es sich bei der Darstellung der Fresken um die sieben Todsünden handelt, dies auch mündlich vertreten hat, geht in seiner Replik auf den Aufsatz Elfriede Grabners im Wesentlichen folgende Aspekte ein und liefert nachstehende Begründungsversuche. Seine Gegenargumente gegen die Vision von Daniel sind: Bei dem „Stier“ handle es sich nicht um einen Stier, sondern um einen Ochsen, Ninus trägt keinen Assyrerbart, Alexander und Augustus haben einen wallenden Bart. Hartberg sei nie die Residenz eines Kaisers oder Königs gewesen, somit hätte Daniel für keinen Herrscher seinen Traum träumen können. In der Steiermark habe keine Bibliothek des Mittelalters die Chronik des Paulus Orosius besessen, hingegen aber seien Bücher über die sieben Hauptsünden vorhanden gewesen. Bei den Hörnern handle es sich um ein Diadem aus Pfauenfedern. Als Bauherren des Karners nimmt Walter Pfarrer Ulrich an, der von 1163 bis 1201 in Hartberg tätig gewesen ist, wobei er die Entstehung der Fresken, auf in diese Zeit datiert. Walter kommt zu dem Schluss, dass es sich bei den Hartberger Fresken um die älteste Darstellung der sieben Hauptsünden in der Ikonographie des christlichen Mittelalters handelt, wobei er sogar nicht von größter Wahrscheinlichkeit spricht, sondern mit an Sicherheit grenzender Wahrscheinlichkeit. Bei den Sieben Haupt-(Tod)sünden handelt es sich um Hoffart, Geiz, Unkeuschheit, Neid, Unmäßigkeit, Zorn und Trägheit. Diese Rangordnung, eine Gewichtung der Sünden, wurde von Thomas von Aquin verbindlich festgelegt. Nach den Ausführungen Walter steht somit der Löwe für den Hochmut, das Schwein für die Unkeuschheit, der Ochse für die Unmäßigkeit, das Kamel für den Zorn, der Esel für die Trägheit, der Drache für den Neid. Übrig bleibt der Geiz, der Walfisch sei aber dafür nicht passend, der Drache für den Neid ist allerdings auch nicht passend, da weder in Bibel noch bei theologischen Schriften ein Zitat über eine Assoziation vorkommt.
Westerhoff hat die Ansicht Walters ohne Begründung übernommen, nach seinen Ausführungen handelt es sich bei den Fresken um die älteste erhaltene Darstellung der sieben Hauptsünden.
Mayerhofer führt zum König, der auf dem Stier reitet aus, dass im Zuge der Restaurierung festgestellt wurde, dass weder die Extremitäten des Stieres noch die Füße des Königs romanisch sind, auch die restlichen Formen des Stieres stimmen nicht mit der mittelalterlichen Zeichnung überein. Bezüglich des Königs, der auf dem Pferd reitet, gilt nach Mayerhofer ähnliches, nach Untersuchungen im Jahr 1993 waren von einem Pferdekopf, der laut Melicher erkennbar gewesen ist, nur mehr die Schnauze, Ohren und eine Mähne vorhanden, daher ist anzunehmen, dass Melicher entweder die Darstellung eines Königs annahm, oder diesen einfach ergänzte. Dasselbe gilt für den König auf dem Drachen. Am Treppenturm des Karners waren (zumindest in der unteren Zone) keine Figuren mehr erhalten gewesen.
Nach Elga Lanc gehören nur die Fresken Nr. 1 – Nr. 4 zum Originalbestand, die Fresken Nr. 5 – Nr. 7a sind Paraphrasen der Restaurierung. Demnach beruht die Abfolge auf der Interpretation von Daniel VII durch Paul Orosisus. Lanc schließt sich somit der Ansicht von Marsch an. Sie führt außerdem zu dem Streit Grabner – Walter aus, dass sich die Siebenzahl nur aufgrund der Ergänzungen des Restaurators ergeben, weder entsprechende Text- noch Bildbelege existieren. Einzig das Schwein (oder Eber) passe als Sinnbild für die Unkeuschheit.
Drei der vier dargestellten Tiere entsprechen der Vision von Daniel, dies sind der Löwe, der geflügelte Pardel und das Tier mit den zehn Hörnern. Walter, der in seinen Aufsätzen kritisiert, dass die Reihenfolge der Tiere nicht exakt mit der Vision Daniels übereinstimmen, ist selbst entgegenzuhalten, dass auch bei seinem Interpretationsversuch weder die zugeordneten Tiere den Hauptsünden entsprechen noch die Reihenfolge der Hauptsünden selbst passen. Folgt man weiters den Aussagen des Malers selbst, die er gegenüber Graus getätigt hat, ist anzunehmen, dass eben nicht alle sieben Reiterbilder von Anfang an vorhanden waren, sondern freie Ergänzungen waren. Die von Walter propagierte Siebenzahl ergibt sich daher nur daraus. Ein weiterer Fehler Walters in seiner Deutung liegt darin, dass er die Fresken nicht datiert, er geht einfach davon aus, dass diese zeitgleich mit der Errichtung des Karners, die er mit 1167 annimmt, ausgeführt wurden. Ein weiteres Argument Walters, dass in Hartberg kein König regierte und daher Daniel für diesen den Traum nicht träumen konnte, führt auch im Hinblick darauf, dass Walter die Fresken nicht datierte, ins Leere. Die Fresken werden mit Mitte des 13. Jahrhunderts datiert, von 1254 bis 1259 wurde die Steiermark von Bela IV, dem Ungarnkönig, verwaltet. Bela IV wäre somit ein König, für den Daniel träumen konnte. Der Auslegung der Fresken als Tiere der Vision von Daniel kann daher gefolgt werden, da diese auf schlüssigeren Argumenten beruht, als die Auslegung als sieben Hauptsünden. Bedenkt man aber den Zweck eines Karner, der auch als Wohn- und Versammlungsort der Armen Seelen begriffen wird, und setzt man einen Bezug zu den Fresken und zum Glauben an die Auferstehung, dem Warten auf das Kommen des Herren, können die Fresken nur in dem oben dargelegten Sinn verstanden werden.
Die slowenische Kunsthistorikerin Ana Krevelj präsentierte 2019 eine Gegenüberstellung der Karnerfresken mit einem Pergamentblatt aus der Salzburger Erzabtei St. Peter, dessen Federzeichnungen die Apokalypse nach Johannes und die vier Könige aus der Vision des Propheten Daniel illustrieren. Otto Benesch datierte das Blatt nach dessen Stil auf die Jahre um 1230. Damit wird es zu einer möglichen Quelle der Inspiration für den Hartberger Künstler, wofür auch die Übereinstimmungen in den beiden Werken sprechen.